# Leichenhaus (Alsfeld)

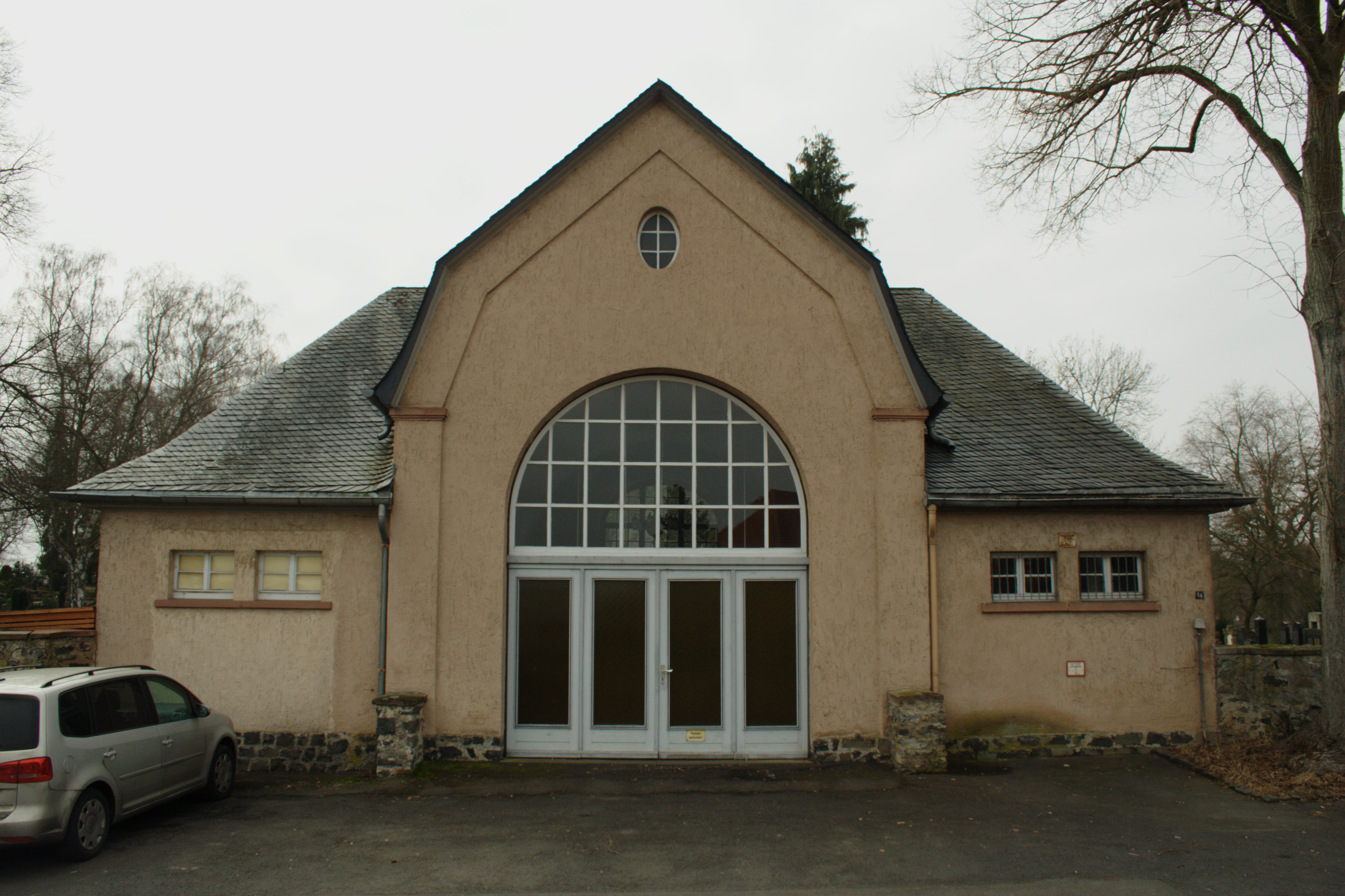
Leichenhaus in Alsfeld

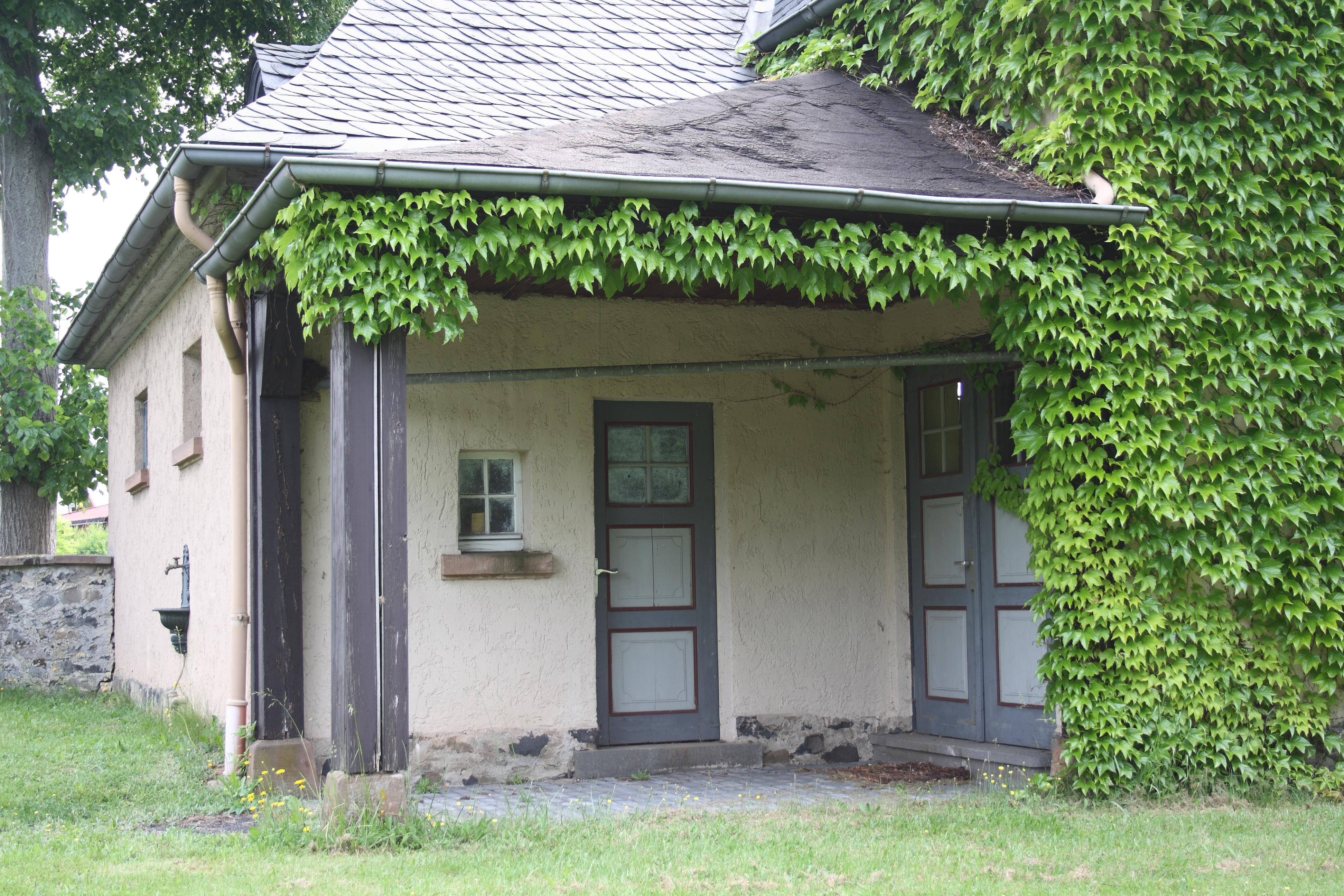
Leichenhalle, jüdischer Teil

Das Leichenhaus in Alsfeld, einer Stadt im Vogelsbergkreis in Hessen, wurde 1910 errichtet. Das Leichenhaus gehört zum kommunalen und jüdischen Friedhof Auf dem Frauenberg, es ist ein geschütztes Kulturdenkmal.

## Geschichte
Das Leichenhaus (Taharahaus) wurde von Carl Benscher aus Wiesbaden, der die Tochter Betty aus der jüdischen Familie Wallach in Alsfeld geheiratet hatte, gestiftet und nach den Plänen des Architekten Römhild 1910 gebaut. Die Leichenhalle wurde von Juden und Christen gemeinsam, mit unterschiedlichen Zugängen in getrennten Abteilungen, genutzt. Über die Nutzung wurde eine Vereinbarung zwischen der „israelitischen Religionsgemeinde und der Stadt Alsfeld betreffend der Leichenhalle“ abgeschlossen. Darin wurde unter anderem vereinbart: „1. Die Friedhofshalle sowie die Umzäunungsmauer derselben darf keinerlei Abzeichen irgendeiner Konfession weder jetzt noch für alle fernen Zeiten tragen. Auch dürfen Abbildungen irgendwelchen religiösen Charakters weder im Inneren noch an dem Äußeren derselben angebracht werden. Es steht jedoch den einzelnen Religionsgemeinschaften das Recht zu, in den ihnen zur Aufbewahrung der Leichen zur Verfügung stehenden Räumen während der Aufbewahrung der Leichen religiöse Abzeichen und Kultgerätschaften zu verwenden und aufzustellen.“